# Umetate-chi
Umetate-chi (jap. 埋(め)立(て)地) ist ein japanischer Begriff und bezeichnet die Aufschüttungsgebiete an der Küste, die der Landgewinnung dienen.
In Japan werden solche Aufschüttungsgebiete vorwiegend zur Ansiedelung von Grundstoffindustrie genutzt. Dies hat einerseits den Vorteil, dass diese Industrie in Küstennähe liegt und Rohstoffe (zum Beispiel Kohle, Eisenerz), die per Schiff geliefert werden, ohne weitere Transportwege direkt in den Betrieb kommen. Andererseits wird auch das Binnenland entlastet. Gerade in Japan herrscht eine große Raumnot – die Auslagerung von Großbetrieben ist daher oft nötig. Allerdings haben die Gebietsaufschüttungen auch ökologische Nachteile. Von japanischen Fischern wird oftmals beklagt, dass der Fischbestand zurückgeht.